# 紀伊長島駅
紀伊長島駅（きいながしまえき）は、三重県北牟婁郡紀北町東長島にある、東海旅客鉄道（JR東海）紀勢本線の駅である。
特急「南紀」を含む全旅客列車が停車する。

## 歴史
- 1930年（昭和5年）4月29日：鉄道省紀勢東線（現・紀勢本線）大内山駅 - 当駅間延伸時に終着駅として開設[1]。一般駅[2]。
- 1930年（昭和5年） 6月：山田機関区紀伊長島分庫が開設[3][4]。
- 1932年（昭和7年）4月26日：紀勢東線当駅 - 三野瀬駅間延伸、途中駅となる[1]。
- 1951年（昭和26年）11月22日：昭和天皇のお召し列車が停車。駅前奉迎が行われた（昭和天皇の戦後巡幸）[5]。
- 1959年（昭和34年）7月15日：線路名称改定。紀勢東線が紀勢本線へ編入、同線の駅となる[1]。
- 1982年（昭和57年）3月1日：貨物取扱廃止[2]。
- 1984年（昭和59年）2月1日：新宮運転区紀伊長島支区廃止に伴い、運転士が当駅所属となる。
- 1985年（昭和60年）3月14日：荷物扱い廃止[2]。
- 1987年（昭和62年）4月1日：国鉄分割民営化に伴い、東海旅客鉄道（JR東海）の駅となる[1]。

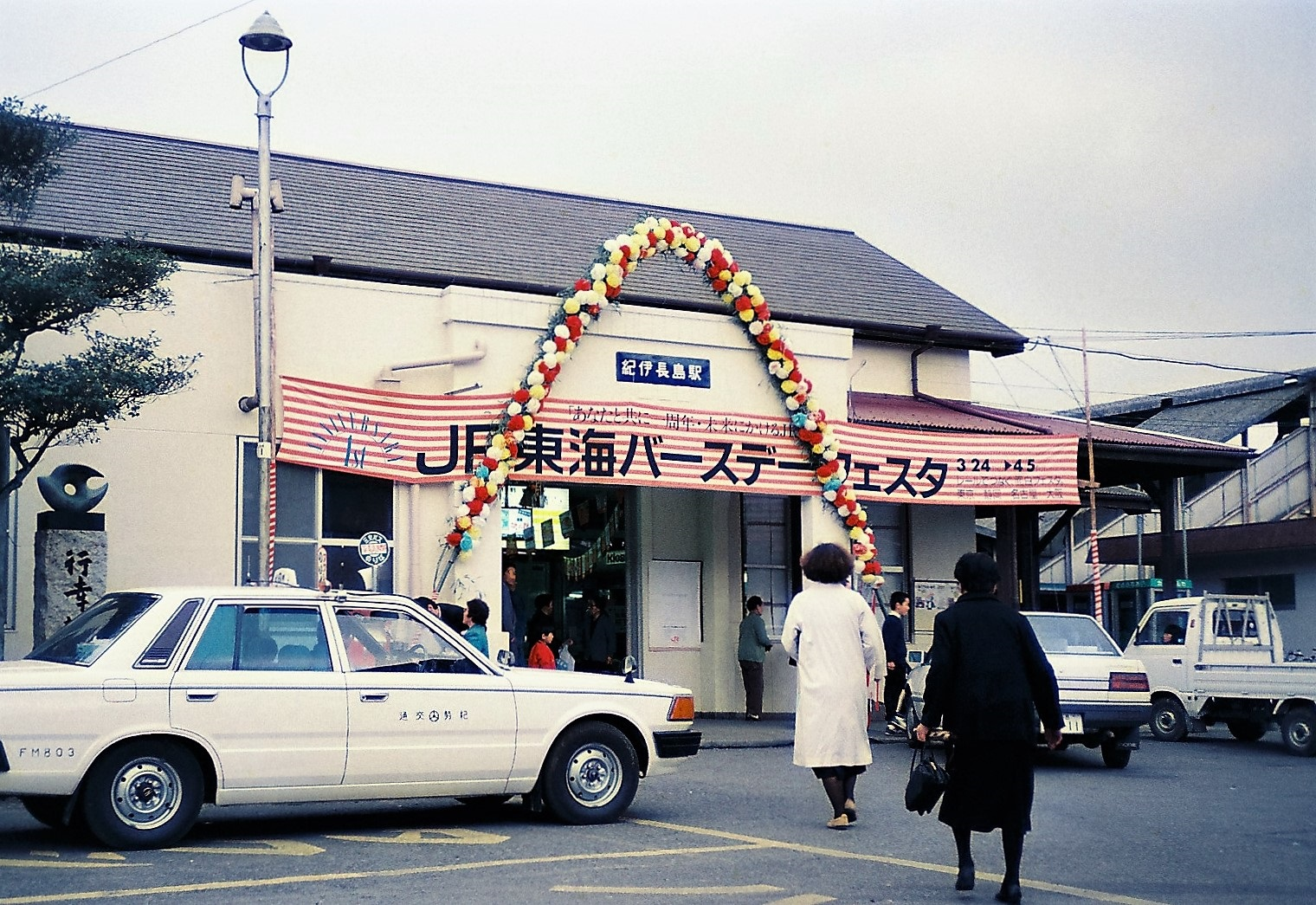
駅舎の様子（1988年4月）

## 駅構造
単式ホーム1面1線と島式ホーム1面2線、計2面3線を有する列車交換・折返し可能な地上駅。単式ホーム側に駅舎がある。側線が数本敷設されており、駅規模は大きい。両ホームは跨線橋で連絡している。
駅舎は開業時につくられた木造のものを改装しながら使っている。改札口にはLCDの発車案内がある。
駅長・駅員配置駅（直営駅）である。管理駅として、伊勢柏崎駅 - 三野瀬駅間の各駅を管理している。JR全線きっぷうりば設置駅であるが、自動改札機や自動券売機は無く、交通系ICカードTOICAもサービスエリア外で使用不可。また、青空フリーパス紀勢本線区間最南端である。

### のりば
| 番線 | 路線      | 方向 | 行先               | 備考                 |
| ---- | --------- | ---- | ------------------ | -------------------- |
| 1    | ■紀勢本線 | 上り | 亀山・名古屋方面   | 特急「南紀」を含む   |
| 2    | ■紀勢本線 | 下り | 新宮・紀伊勝浦方面 | 特急「南紀」を含む   |
| 3    | ■紀勢本線 | 下り | 新宮・紀伊勝浦方面 | 待避・始発等一部列車 |
| 3    | ■紀勢本線 | 上り | 亀山・名古屋方面   | 当駅始発1本のみ      |

（出典：JR東海:駅構内図）
上りは1番線、下りは2番線を使用する。普通列車も待避等がなければ基本的には同様。

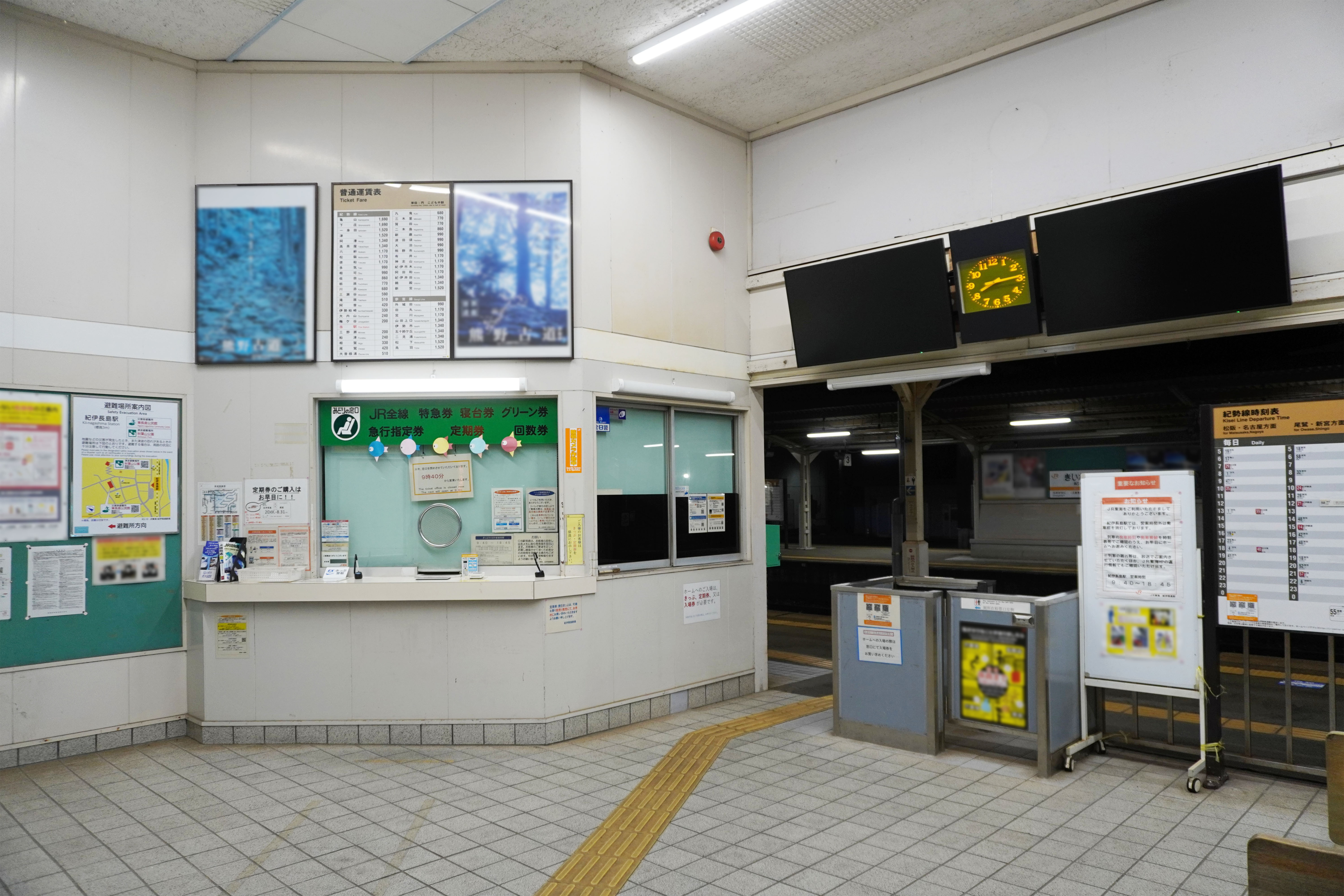
改札口（2023年7月）
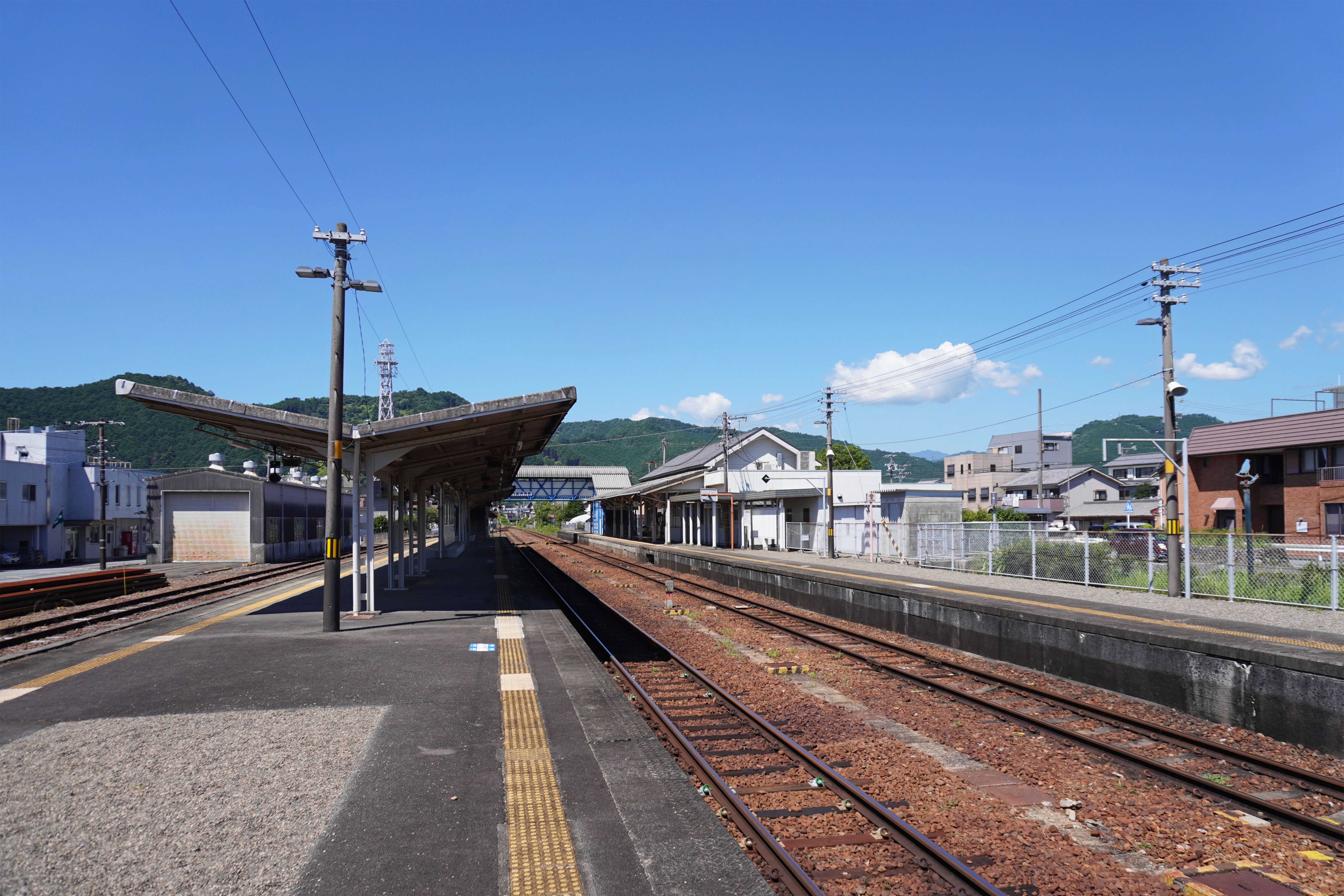
ホーム（2023年7月）

## 停車列車
東紀州玄関口に位置しており、全列車が停車する。当駅に発着する列車のうち約3分の1が特急（南紀）である。
当駅はJR東海管内の紀勢本線では列車運行上の拠点駅となっており、2016年（平成28年）3月まで普通列車増解結等を行っていた。現在でも、特急待避や行違いの待合わせなどを行い、夜間滞泊の設定もある。待避線となっている3番線に入り長時間停車する列車が多い。以前は、夕方前に1時間44分も停車する列車（330C列車）もあったが、2008年（平成20年）3月14日ダイヤ改正に伴い、当駅で系統分断された。
2012年（平成24年）3月までJR東海管内では唯一、駅所属運転士が配置されていた。乗務範囲は、紀勢本線多気駅 - 新宮駅までである。なお、2010年（平成22年）3月13日ダイヤ改正までは、特急南紀のみJR西日本管内の紀伊勝浦まで担当していたが、ダイヤ改正以降、新宮駅 - 紀伊勝浦駅間はJR西日本の運転士が担当するようになった。運転士の会社境界越境運用と言うのはJR旅客会社では珍しい。なお、その後も当駅での乗務員交代は行われている。

## 利用状況
「三重県統計書」によると、近年の1日平均乗車人員の推移は以下の通り。
| 年度   | 1日平均 乗車人員 |
| ------ | ---------------- |
| 1998年 | 355              |
| 1999年 | 362              |
| 2000年 | 360              |
| 2001年 | 333              |
| 2002年 | 314              |
| 2003年 | 322              |
| 2004年 | 335              |
| 2005年 | 322              |
| 2006年 | 295              |
| 2007年 | 279              |
| 2008年 | 264              |
| 2009年 | 265              |
| 2010年 | 264              |
| 2011年 | 254              |
| 2012年 | 273              |
| 2013年 | 276              |
| 2014年 | 241              |
| 2015年 | 244              |
| 2016年 | 239              |
| 2017年 | 240              |
| 2018年 | 233              |
| 2019年 | 217              |

## 駅周辺
駅前ロータリーには無料駐車場・駐輪場、三重交通バス停留所、タクシー乗り場がある。
- 紀北町役場本庁舎
- 紀北町立紀北中学校
- 紀北町立東小学校
- 紀伊東長島郵便局
- 百五銀行 長島支店
- 紀北信用金庫 長島支店
- 三重紀北消防組合 紀伊長島消防署
- 尾鷲警察署 紀伊長島幹部交番
- 有久寺温泉
- 長島城址
- 熊野古道
- 紀勢自動車道 紀伊長島IC
- 紀北町紀伊長島図書室・紀伊長島郷土資料館
- オークワ 紀伊長島店
- 国道42号

## バス路線
- 三重交通（南紀営業所）「紀伊長島駅前」停留所
  - 41系統：河合
  - 51系統：瀬木山（尾鷲せぎやまホール前）

- 三重交通（南紀営業所）「紀北町役場前（旧・紀伊長島）」停留所
  - 56系統：松阪市内 / 三交南紀

## 隣の駅
※特急「南紀」の隣の停車駅は列車記事を参照のこと。
東海旅客鉄道（JR東海）
■紀勢本線
梅ケ谷駅 - 紀伊長島駅 - 三野瀬駅